# Theonoe mihaili
Theonoe mihaili is een spinnensoort in de taxonomische indeling van de kogelspinnen (Theridiidae).
Het dier behoort tot het geslacht Theonoe. De wetenschappelijke naam van de soort werd voor het eerst geldig gepubliceerd in 1989 door Georgescu.